# Vergunning
Een vergunning of ontheffing is een officiële (noodzakelijke) toestemming van de overheid om een bepaalde activiteit uit te voeren.
De wet kan bepalen dat iets verboden is zonder vergunning. De wet kan ook bepalen dat iets verboden is, met de mogelijkheid om een ontheffing van dat verbod te krijgen.
In veel gevallen was vóór invoering van een vergunningenstelsel de activiteit zonder vergunning toegestaan. In sommige gevallen was de activiteit eerst helemaal verboden.
Als de overheid een vergunning verleent wil dat niet zeggen dat de overheid de activiteit positief waardeert. Het kan bijvoorbeeld gaan om een demonstratie tegen een regeringsmaatregel.
Soms is voor een activiteit registratie verplicht, en wordt deze registratie slechts beperkt toegestaan. De registratie komt dan neer op een vergunning. Dit is soms van toepassing bij tippelprostitutie.
Een vergunde branche is een branche waarin een vergunning is vereist. Een vergund bedrijf is een bedrijf met een vergunning. De overige bedrijven zijn of illegaal, of ze behoren tot een niet-vergunde branche.

## België
In België wordt soms een regeling afwijking genoemd waar men deze in Nederland ontheffing noemt.

## Concessie
Naast de vergunning kent men de concessie. Aan een concessie is altijd een publiek belang verbonden. Bijvoorbeeld de Vervoerconcessie voor het hoofdrailnet.
Een concessie wordt door een overheid verleend omdat deze overheid die activiteit wenselijk acht op grond van het door haar te behartigen publieke belang.

## Vrijstelling
Een ander verwant begrip is vrijstelling: de opheffing van een verplichting. De reden is bijvoorbeeld het voldoen aan een gelijkwaardige verplichting, en/of het van toepassing zijn van een bijzonder geval waarin het bezwaarlijk of onnodig is aan de verplichting te voldoen.
Ook kan het gaan om een belastingfaciliteit, zoals bij vrijgesteld loon, de vrijstelling groene beleggingen in box 3, en de vrijstelling in box 1 of box 3 van daadwerkelijk of forfaitair rendement op een kapitaalverzekering. Vaak geldt de vrijstelling tot een bepaald bedrag. Aanverwant zijn een aftrekpost en een heffingskorting.
Een drempelvrijstelling geldt alleen als de grondslag lager is dan een bepaald bedrag, de drempel. Een heffingvrije voet of voetvrijstelling  geldt ongeacht of de grondslag het bedrag van de vrijstelling overschrijdt. Sinds 2010 zijn in de Successiewet alle vrijstellingen voetvrijstellingen. Eerder waren er ook drempelvrijstellingen. De regeling vervroegd uittreden (RVU) is een ongunstige fiscale regeling (strafheffing, boete) om vervroegd uittreden van werknemers tegen te gaan. Er geldt een drempelvrijstelling als de uitkering niet meer bedraagt dan de AOW-uitkering: als de uitkering meer bedraagt geldt de strafheffing over het hele bedrag.
Het spiegelbeeld van een vrijstelling is het niet of minder gelden van een voordeel. Zo is in box 3 het forfaitaire 'rendement' (de forfaitaire rente) op schulden aftrekbaar, maar dat geldt niet voor de eerste €3200: bij een lagere schuld is er geen aftrek, en bij een hogere schuld wordt daarvan de €3200 afgetrokken. Hier geldt dus het spiegelbeeld van een voetvrijstelling, niet van een drempelvrijstelling. Toch wordt dit bedrag wel, bij gebrek aan een woord voor het spiegelbeeld van een vrijstelling,  de schuldendrempel genoemd.
Een voorbeeld van het spiegelbeeld van een drempelvrijstelling (als het voordeel klein is vervalt het) geldt bijvoorbeeld bij de regeling 'Geld terug bij vertraging' van de NS.

## Voorbeelden
Voorbeelden van een vergunning zijn:
- omgevingsvergunning
- bouwvergunning
- gebruikersvergunning
- hinderwetvergunning
- horecavergunning
- kapvergunning
- milieuvergunning
- parkeervergunning
- standplaatsvergunning
- terrasvergunning
- ventvergunning
- verblijfsvergunning
- vergunning voor een seksbedrijf
- visvergunning
- wapenvergunning
- Inritvergunning